# Trypeta tortile
Trypeta tortile är en tvåvingeart som beskrevs av Daniel William Coquillett 1894. Trypeta tortile ingår i släktet Trypeta och familjen borrflugor. Inga underarter finns listade i Catalogue of Life.